# Diabolical Fullmoon Mysticism
Diabolical Fullmoon Mysticism — дебютный студийный альбом норвежской блэк-метал-группы Immortal, вышедший в 1992 году. Этот диск, All Shall Fall и At the Heart of Winter — единственные альбомы группы, на которых представлена акустическая гитара.

## Об альбоме
Diabolical Fullmoon Mysticism был выпущен на стандартном CD, а также ограниченным тиражом на LP, picture disc и аудиокассетах. В формате picture disk альбом был переиздан Osmose Productions в 1998 году, а на обычном LP в 2005 году.

## Список композиций
Все тексты написаны Demonaz, вся музыка написана Abbath/Demonaz.
| №                   | Название                                   | Длительность |
| ------------------- | ------------------------------------------ | ------------ |
| 1.                  | «Intro»                                    | 1:35         |
| 2.                  | «The Call of the Wintermoon»               | 5:40         |
| 3.                  | «Unholy Forces of Evil»                    | 4:28         |
| 4.                  | «Cryptic Winterstorms»                     | 6:08         |
| 5.                  | «Cold Winds of Funeral Dust»               | 3:47         |
| 6.                  | «Blacker Than Darkness»                    | 4:17         |
| 7.                  | «A Perfect Vision of the Rising Northland» | 9:04         |
| Общая длительность: | Общая длительность:                        | 34:59        |

## Участники записи
- Abbath Doom Occulta — бас и вокал
- Demonaz Doom Occulta — электро- и акустическая гитары
- Armagedda — ударные

Технический персонал
- Звукоинженер Эйрик Худвин
- Продюсеры Immortal и Эйрик Худвин
- Логотип и обложка J.W.H.
- Фотографии Immortal
- Layout by Demonaz Doom Occulta
- Фото на обороте Stein Kare